# Friedmar Apel

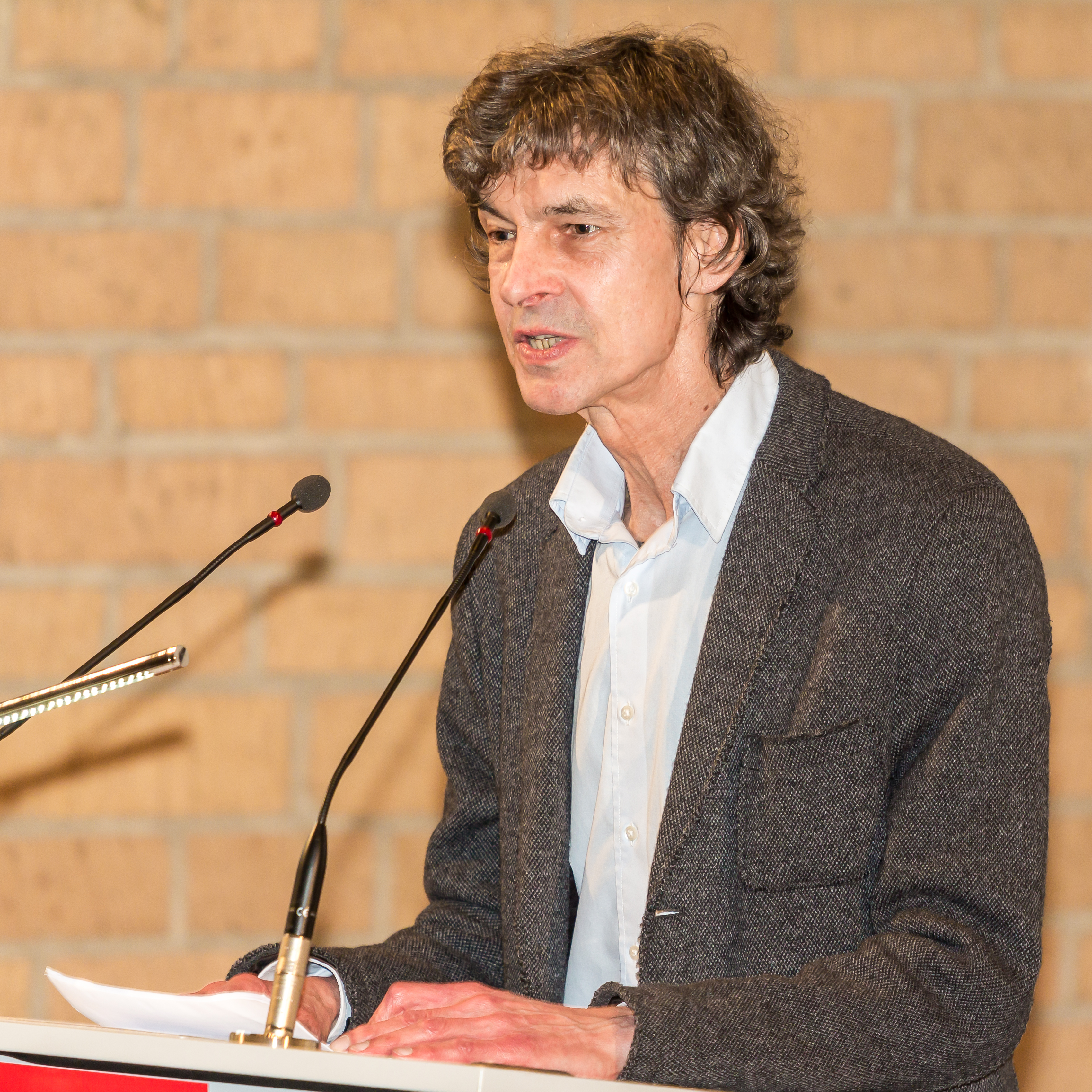
Friedmar Apel, 2015

Friedmar Apel (* 7. September 1948 in Osterode am Harz; † 21. Oktober 2018 in Bielefeld) war ein deutscher Literaturwissenschaftler, Germanist und Schriftsteller. Er lehrte Vergleichende Literaturwissenschaft an der Universität Bielefeld.

## Leben und Werk
Apel studierte Allgemeine und Vergleichende Literaturwissenschaft, Philosophie und Anglistik in Berlin und Bloomington (Indiana). Er wurde 1977 mit einer Studie über Theorie und Geschichte des Kunstmärchens promoviert und 1981 an der TU Berlin über Literarische Übersetzung habilitiert. Nachdem er Gastprofessuren in Berlin, Atlanta, Siegen und Regensburg wahrgenommen hatte, wurde er 1987 zum Professor für Vergleichende Literaturwissenschaft an der Universität Paderborn berufen. Im Jahr 2000 übernahm er den Lehrstuhl für Deutsche Literatur im europäischen Kontext an der Universität Bielefeld.
Apels Forschungsinteressen lagen vor allem in der Literatur des späten 18. und frühen 19. Jahrhunderts. Er  publizierte Bücher zur Semiotik der Mode und des Motorradfahrens, über die „deutsche Landschaft“, über die Engelskonzeption der Romantik und ihren Ausdruck in künstlerischen und literarischen Werken sowie eine kurze Biographie Hugo von Hofmannsthals. Er schrieb regelmäßig Rezensionen in der Frankfurter Allgemeinen Zeitung und edierte zahlreiche Bücher, darunter auch mehrere Bände mit Erich Frieds Shakespeare-Übersetzungen im Wagenbach-Verlag sowie die Ästhetischen Schriften Johann Wolfgang von Goethes im Insel-Verlag. Als Mitherausgeber verantwortete er die Gesamtausgabe der Werke Ror Wolfs.
In seinem Roman Das Buch Fritze (2003) setzte sich Apel mit seiner Kindheit in Eichsfeld und dem Drogentod seines jüngeren Bruders auseinander. Mit Nanettes Gedächtnis legte er 2009 einen Berliner Schlüsselroman vor.
Im Oktober 2018 starb er im Alter von 70 Jahren. Er war verheiratet und hatte vier Kinder.

## Werke als Autor (Auswahl)
- Angezogen, Ausgezogen. Bilder und Texte zum inszenierten Leben. Ullstein Verlag 1991, ISBN 3-88679-121-1.
- Deutscher Geist und deutsche Landschaft. Eine Topographie. Knaus Verlag 1998, ISBN 3-8135-0091-8.
- Harte Brocken muss man verdauen. Was ist eine gute Übersetzung? Zum Streit um „Lempriere’s Wörterbuch“. In: Süddeutsche Zeitung, 30. Januar 1993 SZ, S. 15ff.
- Himmelssehnsucht: Die Sichtbarkeit der Engel. insel taschenbuch 2001, ISBN 3-458-34426-8.
- Nanettes Gedächtnis. Roman. Suhrkamp Verlag 2009, ISBN 978-3-518-42053-9.
- Das Auge liest mit: Zur Visualität der Literatur. Carl Hanser Verlag 2010, ISBN 978-3-446-23569-4.

## Werke als Herausgeber
- Feenmärchen. Hgg. von Friedmar Apel und Norbert Miller. Nach den Übers. der Bertuchschen Ausg. (1790 - 1800) überarb. bzw. neu übers. von Norbert Miller und Friedmar Apel. Unter Mitarb. von Bernard Dieterle. Albatros, Düsseldorf 2005, ISBN 3-491-96141-6 / ISBN 978-3-491-96141-8.
- Ror Wolf Werke. Im Zustand vergrößerter Ruhe. Die Gedichte. Schöffling, Frankfurt am Main 2009, ISBN 978-3-89561-923-6 (Neuausgabe u. d. T.: Ror Wolf. Die Gedichte. Mit einem Nachwort von Friedmar Apel. Schöffling, Frankfurt am Main 2017, ISBN 978-3-89561-914-4).